# Уязд (Гнезненський повіт)
Уязд (пол. Ujazd) — село в Польщі, у гміні Кішково Гнезненського повіту Великопольського воєводства.
Населення — 155 осіб (2011).
У 1975-1998 роках село належало до Познанського воєводства.

## Демографія
Демографічна структура станом на 31 березня 2011 року:
|          | Загалом | Допрацездатний вік | Працездатний вік | Постпрацездатний вік |
| -------- | ------- | ------------------ | ---------------- | -------------------- |
| Чоловіки | 75      | 16                 | 50               | 9                    |
| Жінки    | 80      | 20                 | 46               | 14                   |
| Разом    | 155     | 36                 | 96               | 23                   |